# Mondslijmvliesontsteking bij kankerbehandeling
Mondslijmvliesontsteking of orale mucositis is een aandoening waarbij het slijmvlies dat de mondholte bekleedt aangetast is. Dit kan leiden tot het ontstaan van aften of zweren in de mond. Deze zweren kunnen pijnlijk zijn en problemen veroorzaken bij eten, slikken en praten.

## Voorkomen en complicaties
Mondslijmvliesontsteking komt voor bij 75% van de kanker-patiënten die chemotherapie en/of radiotherapie van het hoofd-halsgebied krijgen.
Bij chemotherapie ontstaat de ontsteking meestal 1 week na start van de behandeling en verdwijnt deze binnen de 3 weken na het stoppen van de behandeling. Bij radiotherapie ontstaat deze pas 2 weken na start van de behandeling en duurt het 3 tot 4 weken na het stoppen van de behandeling vooraleer deze verdwenen is.
Hoewel de aandoening vanzelf zou moeten overgaan leidt deze vaak tot een verminderde levenskwaliteit door een verminderde voedingsinname, een verhoogd risico op ernstige infecties, een verhoogd gebruik van zware pijnstillers, ziekenhuisopnames en het onderbreken van de kankerbehandeling. Het is dan ook zeer belangrijk om mondslijmvliesontsteking bij kankerpatiënten tijdig te behandelen.
Er zijn vijf gradaties van ernst vastgelegd door de Wereldgezondheidsorganisatie:
- Graad 0: beginnende letsels zonder symptomen.
- Graad I: roodheid en lichte pijn in de mond.
- Graad II: roodheid en kleine pijnlijke zweren in de mond, eten van vast voedsel gaat nog.
- Graad III: grote pijnlijke zweren in de mond, alleen vloeibaar voedsel eten gaat nog.
- Graad IV: ernstige pijn, zweren en bloedingen in de mond, voedselinname via de mond gaat niet meer.

## Preventie
De kans op mondslijmvliesonstekingen kan beperkt worden door verschillende maatregelen:
- Mondhygiëne
- Orale cryotherapie
- Vitamine D orale gel
- Azithromycine suspensie[3]
- Mondspoeling

### Mondhygiëne
Algemene verzorging van de mond zorgt voor minder risico op infectie . Daarnaast is educatie ook belangrijk. Het op tijd herkennen van symptomen en een correcte mondbeoordeling spelen hierbij een rol. Hierbij dienen dergelijke interventies ingebed te zijn in een gestandaardiseerd mondzorgprotocol, ondersteund door educatie van zorgverleners en patiënten. Een multidisciplinaire samenwerking is essentieel om de effectiviteit van deze strategieën te maximaliseren.

### Orale cryotherapie
Orale cryotherapie omvat het aanbrengen van ijs in de mond en behoort tot de preventiemaatregelen van orale mucositis ten gevolge van chemotherapie. Het nut van cryotherapie beperkt zich echter tot chemotherapie met een korte halfwaardetijd (zoals 5-fluoro-uracil bolus of melfalan.
Het ijs wordt vijf minuten voor aanvang van de behandeling aangebracht en blijft tot dertig minuten na toediening van het chemotherapeuticum ter plaatse. IJsblokjes, ijssnippers of ijslolly’s zijn bruikbaar. Door de lage temperaturen gaan de bloedvaten samentrekken en vernauwen. Hierdoor kunnen de schadelijke stoffen van chemotherapie zich niet verspreiden in de mond. Zo ontstaan er minder snel en minder erge mondslijmvliesontstekingen.

### Vitamine D orale gel
Ook vitamine D kan preventief helpen tegen deze ontstekingen van het mondslijmvlies die veroorzaakt zijn door radiotherapie. Het aanbrengen van deze gel in de mond zorgt ervoor dat weefsels zich sneller herstellen na de bestraling. Zo kan er geen of minder schade optreden en wordt er minder pijn ervaren.

### Azithromycine suspensie
Azithromycine is een antibioticum dat kan gebruikt worden als preventie en behandeling van chemotherapie-geïnduceerde orale mucositis. Dit resulteert in verminderde symptomen van droge mond, slikproblemen, orale pijn en smaakstoornissen. En verkort de duur van mucositis.

## Behandeling
Het toepassen van een goede algemene mondzorg is het belangrijkste om het ontstaan van mondslijmvliesontsteking te voorkomen.
Daarnaast zijn er verschillende behandelingen beschikbaar om de ernst ervan te verminderen en het genezingsproces te versnellen:
- Toediening van cytokines en groeifactoren
- Toediening van ontstekingsremmers
- Toediening van pijnstillers
- Mondspoelingen
- Lasertherapie

### Toediening van cytokines en groeifactoren
De toediening van keratinocyte groeifactoren kan het ontstaan van mondslijmvliesontsteking bij kankerpatiënten voorkomen of de ernst ervan verminderen. Vooral bij patiënten met hoofd-halstumoren die een combinatie krijgen van radio- en chemotherapie en voor patiënten die enkel chemotherapie krijgen voor vaste tumoren (bv. 5-fluoro-uracil,  cisplatine) of bloedkankers (bv. melfalan). Voor patiënten die een stamceltransplantatie ondergaan na een voorbehandeling met hoge dosis chemotherapie is er minder bewijs dat de toediening van deze groeifactoren kan helpen.
Het gebruik van recombinant humaan interleukine-11 mondspoeling bij kankerpatiënten met een ernstige vorm van mondslijmvliesontsteking zou ook kunnen helpen om het genezingsproces te versnellen. Het preventief gebruik van deze mondspoeling wordt niet aanbevolen omdat er geen verschil is met het toepassen van een goede algemene mondzorg en omwille van de hoge kostprijs.
Er is onvoldoende bewijs dat andere soorten cytokines en groeifactoren een voordelig effect zouden hebben op het ontstaan of verminderen van de ernst van mondslijmvliesontsteking. Ook voor het gebruik van cytokines en groeifactoren bij kinderen die chemotherapie ondergaan is er onvoldoende bewijs.

### Lasertherapie
Lasertherapie of low-lasertherapie is het laseren van de mond om een mondslijmvliesontsteking te vermijden of te verhelpen. Dit wordt gedaan met een soort laserbalpen in de mond die een lage dosis afgeeft om de ontsteking in de mond te verhelpen. Enkel het einde van de laserpen wordt in de mond geplaatst. Als dit wordt uitgevoerd moet men een laserbril dragen die de ogen beschermt tegen de laser.
De behandeling van patiënten die gediagnosticeerd zijn met een hoofd-halstumor bestaat meestal uit een combinatie van radio- en chemotherapie. Bij deze behandeling horen ook bijwerkingen zoals het ontsteken van het mondslijmvlies. Om deze bijwerking tegen te gaan, kan er vroegtijdig lasertherapie worden toegepast. Hierdoor ervaart de patiënt minder ernstige klachten (zoals pijn en zweren) van het mondslijmvlies.
Lasertherapie werkt pijnstillend, ontstekingsremmend en wondhelend.